# Sweetwater (Floride)
Pour les articles homonymes, voir Sweetwater.
Sweetwater est une ville des États-Unis située dans l’État de Floride, dans le comté de Miami-Dade, à l'ouest de la ville de Miami. Selon le bureau du recensement des États-Unis, l'estimation officielle de 2006 fait état d'une population de 14 226 habitants.

## Géographie
La ville de Sweetwater est située dans l'agglomération de Miami. La superficie totale de la ville est estimée à 2,1 km2.

## Démographie
| 1950 | 1960 | 1970  | 1980  | 1990   | 2000   |
| ---- | ---- | ----- | ----- | ------ | ------ |
| 230  | 645  | 3 357 | 8 067 | 13 909 | 14 226 |

| 2010   | - | - | - | - | - |
| ------ | - | - | - | - | - |
| 13 499 | - | - | - | - | - |